# On peut toujours rêver
Pour plus de détails, voir Fiche technique et Distribution.
On peut toujours rêver est un film français de comédie réalisé par Pierre Richard en 1991.

## Synopsis
Charles de Boylesve, dit « L'Empereur », est un entrepreneur  extrêmement riche mais assez malheureux. Il s'adonne régulièrement à la kleptomanie dans un supermarché qui lui appartient. C’est là qu’il rencontre Rachid Merzahoui qui le prend la main dans le sac et l’insulte copieusement.
Les vigiles arrêtent Rachid. Une fois sorti du magasin, Charles va le suivre et lui proposer de devenir son coiffeur particulier avec un salaire et des conditions de rêve. D’abord surpris et dépaysé, Rachid va rapidement se prendre au jeu et occuper une place importante auprès du richissime industriel, ce qui ne plait pas à son entourage qui engage un détective.
Lors d'une sortie dans un café où Rachid joue de la musique, l'Empereur parviendra à exprimer son désarroi et sa nostalgie de l'époque où il n'était pas si puissant, et les rapports avec les autres, pas si distants, en raison de son statut, en interprétant sur scène, à l'improviste, la bohème de Charles Aznavour.

## Fiche technique
- Réalisation : Pierre Richard, assisté de Jacques Cluzaud
- Scénario : Olivier Dazat, Pierre Richard
- Dialogues : Olivier Dazat, Pierre Richard
- Producteurs : Jean-Louis Livi, Marco Pico
- Musique : Alain Wisniak
- Directeur de la photographie : François Lartigue
- Monteur : Youcef Tobni
- Chef décorateur : Dominique André
- Société de production :
  - Fideline Films
  - Film par Film
  - Orly Film
  - Films A2
  - Renn Productions
- Année : 1990
- Durée : 93 minutes
- Date de sortie : 16 février 1991

## Distribution
- Pierre Richard : Charles de Boylesve, dit « L'Empereur »
- Smaïn : Rachid Merzahoui
- Édith Scob : Solange de Boylesve
- Pierre Palmade : Frédéric de Boylesve
- Geraldine Bourgue : Gaelle de Boylesve
- Bernard Freyd : L'associé de Charles
- Jean-Marie Galey : Le directeur de supermarché
- Jacques Seiler : Verlinden, le détective
- Véronique Genest : La prostituée qui aime l'opéra
- Jacques Ramade : L'homme dans l'ascenseur
- Marc Betton : Falcon
- Marcel Philippot : Le partenaire de golf de Charles
- Jacques Nolot : Le chauffeur de Charles
- Laurent Spielvogel : Le docteur de Solange
- Mouss Diouf : Le videur de la boîte de nuit
- Laurent Gamelon : Le motard
- Thierry Rey : Le chef de la sécurité
- Nathalie Auffret : Aude de L'Estrange
- Mustapha El Anka : M. Merzahoui
- Louba Guertchikoff : La vendeuse de parfums
- Oscar Castro

## Autour du film
- À la suite du succès mitigé du film, Pierre Richard attendra sept ans avant de réaliser Droit dans le mur
- Les locaux du siège de l'Empereur sont en réalité la Préfecture du Val-de-Marne située à Créteil.
- Le quartier où vit Rachid se situe rue de la Gare à Châtillon, vétuste à l'époque du tournage, il a depuis été rénové et réhabilité.
- Pour l'affiche du film, Pierre Richard et Smaïn se sont inspirés de la même position que Richard Gere et Julia Roberts du film Pretty Woman.